# قشلاق محمد بيغ السفلي (هير أردبيل)
قشلاق محمد بیغ السفلی (بالفارسية: قشلاق محمدبیگ سفلی) هي منطقة سكنية تقع في إيران في قسم هير الريفي. يقدر عدد سكانها بـ 23 نسمة .